# 蓬图-杜斯沃兰蒂斯
蓬图-杜斯沃兰蒂斯是巴西米纳斯吉拉斯州的一个市镇。总面积1215.189平方公里，总人口10976人，人口密度9人/平方公里。